# Passau
Passau est une ville de Bavière au confluent du Danube (Donau), de l’Inn et de l'Ilz. Du fait de cette particularité géographique, elle est surnommée Dreiflüssestadt, c'est-à-dire « la ville aux trois rivières ».
Déjà au Moyen Âge, la navigation fluviale était une importante source de revenus. Aujourd'hui, Passau est un centre touristique (découverte du fleuve et des deux rivières en 45 minutes ; navettes et croisières de luxe pour Vienne et Budapest) et une ville universitaire (10 000 étudiants pour 50 000 habitants). Avec cette population, la ville est la deuxième la plus peuplée du district de Basse-Bavière.

## Histoire
| Appartenances historiques Principauté épiscopale de Passau 1245–1803 Électorat de Bavière 1803–1806 Royaume de Bavière 1806–1871 Empire allemand 1871-1918 République de Weimar 1918–1933 Reich allemand 1933–1945 Allemagne occupée 1945–1949 Allemagne de l'Ouest 1949-1990 Allemagne 1990–présent |

Les découvertes les plus anciennes sont datées de 80 apr. J.-C. et de l’époque romaine. Sur le site de la ville se trouve à cette époque un oppidum nommé Boiodurum ; une colonie celtique existait déjà auparavant sur la colline de la cité.
À partir de 739, Passau devient siège épiscopal. Deux monastères y sont construits, dont le Kloster Niedernburg, offert par Frédéric Ier Barberousse à l’évêque en 1161. À la fin du Xe siècle, les évêques dirigent la ville avant de devenir princes d'Empire en 1217, faisant de la ville un Fürstbistum, une Principauté épiscopale indépendante. L'influence des princes-évêques de Passau est alors comparable à celle des archevêques de Salzbourg : ils dirigent un gigantesque diocèse qui englobe, jusqu'au XVe siècle, toute la vallée autrichienne du Danube, y compris Vienne.
Le peintre de l'École du Danube Hans Egkel (mort en 1497), a réalisé quatre panneaux conservés à l'abbaye de Melk. Dans la décapitation de Sainte-Catherine, on peut voir la plus ancienne vue de Passau avec la vieille ville, la forteresse Oberhaus et le pont sur le Danube.
Pendant la Renaissance, Passau est l'un des plus importants centres de forge de lames d'épées d'Allemagne. Ces lames de très bonne qualité sont signées d'un loup courant (le Loup de Passau) qui rappelle celui des armoiries de la ville. Cette signature fut souvent imitée par des forgeurs de lame de moindre qualité afin de donner à leur production une renommée usurpée.
En 1552, le traité dit « Paix de Passau » est signé dans la ville. Ce traité qui garantit la liberté de culte aux protestants permet par ailleurs la sécularisation des biens ecclésiastiques.
En 1662, la ville est ravagée par un important incendie. La vieille ville est plus tard reconstruite dans le style baroque.
En 1803, la sécularisation bavaroise met fin à la Principauté indépendante de Passau. La ville appartient désormais à l’Électorat de Bavière, qui devient peu après, en 1805, le Royaume de Bavière.
La ville est affectée en juin 2013 par d'importantes inondations provoquées par des pluies diluviennes persistantes. Le Danube en crue atteint alors un niveau auquel il n'était jamais parvenu depuis le Moyen Âge.

## Tourisme

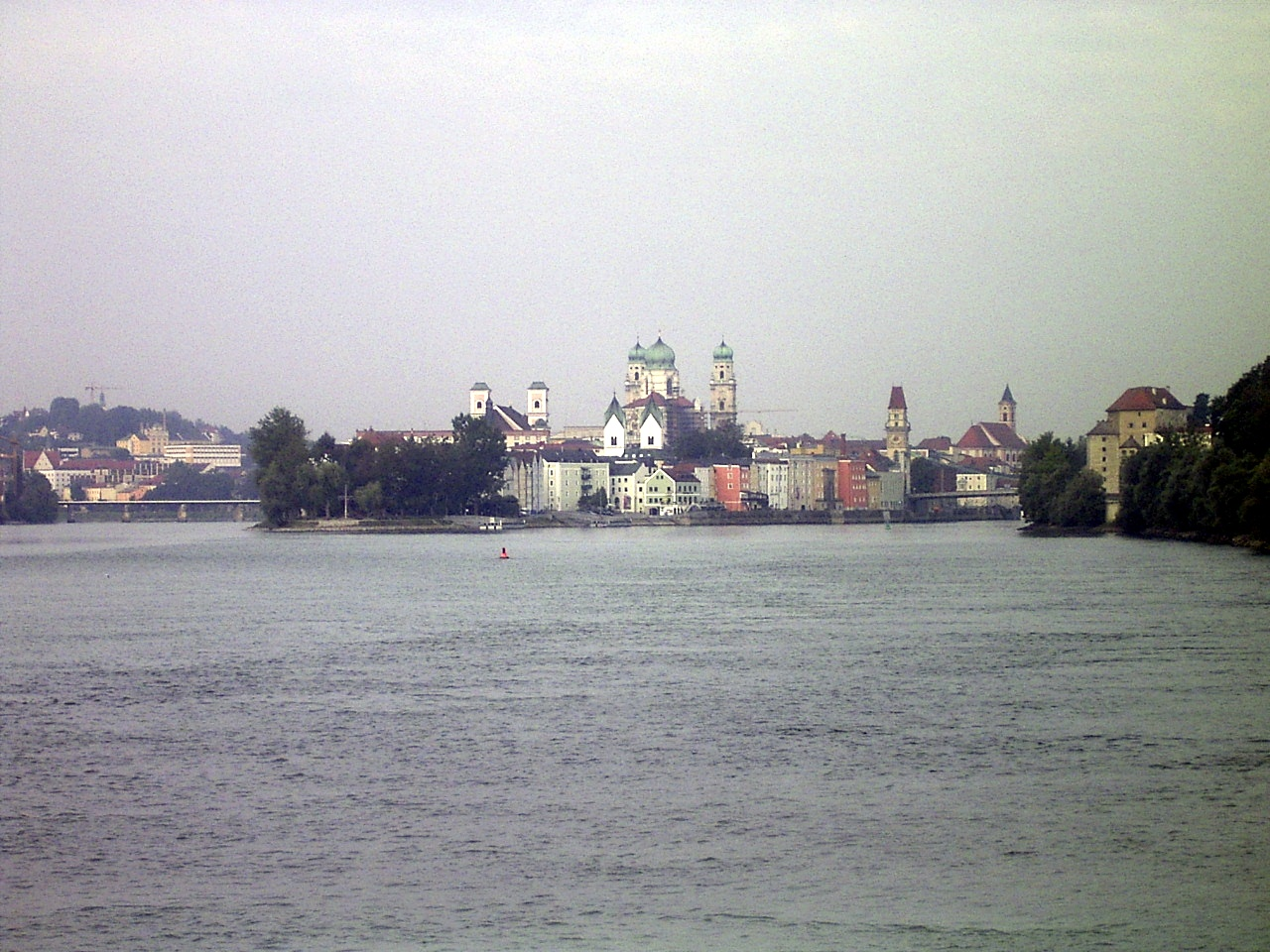
Le confluent de l'Inn, du Danube et de l'Ilz.

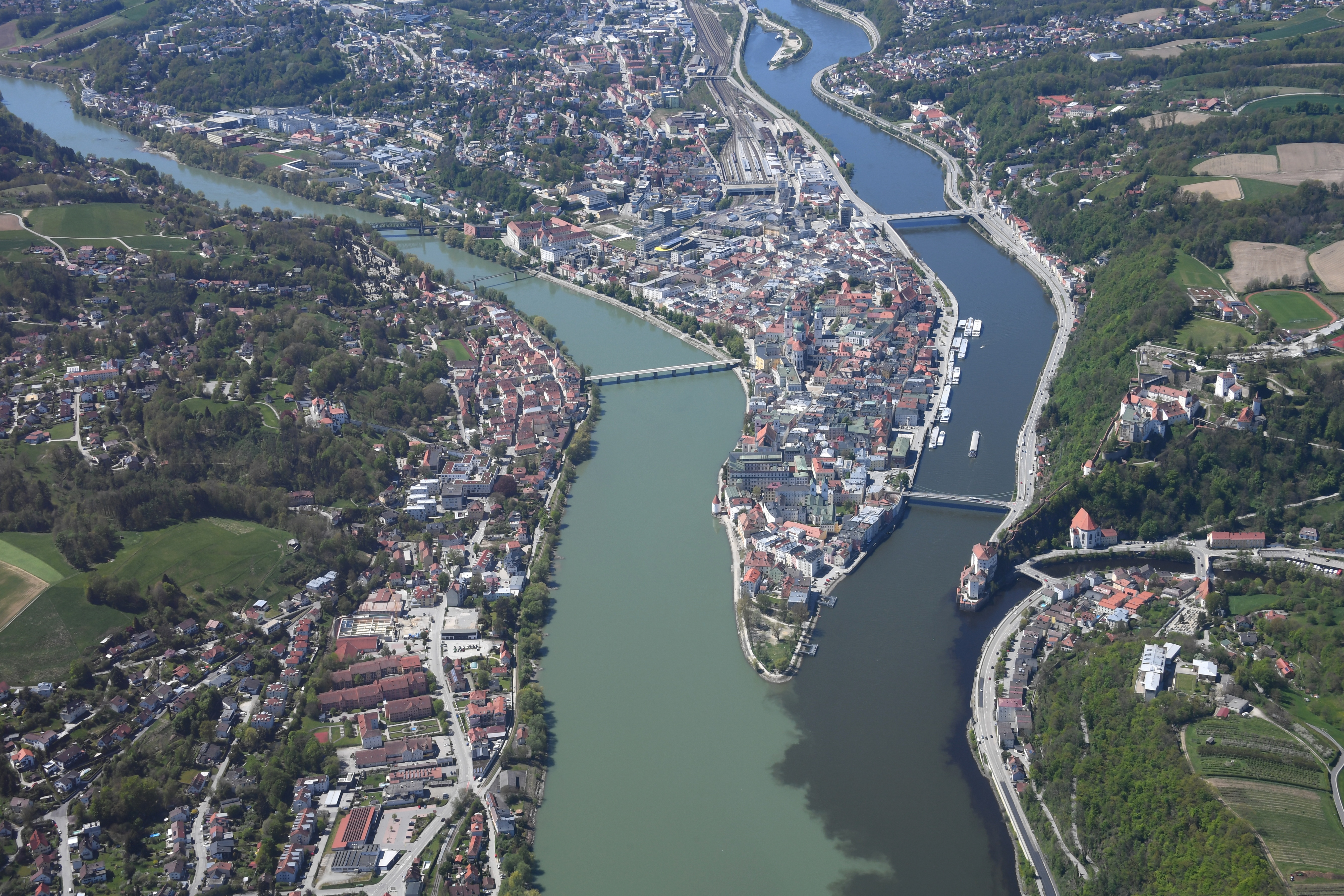
Vue aérienne de Passau et de la confluence de l'Inn, (à gauche, couleur verte), du Danube (à droite, couleur brune) et de l'Ilz (plus à droite, couleur noire).

### Confluence
En se promenant le long du Danube ou de l'Inn, on atteint le confluent du fleuve (le Danube) et de la rivière Inn, à quoi vient s'ajouter la confluence entre le Danube et l'Ilz. On peut distinguer les trois cours d'eau grâce à leur couleur différente.
En 1952 ont été créées les Semaines Européennes (Europäische Wochen Passau). Ce festival, qui présente des contributions culturelles de toute l’Europe dans le domaine de la musique, de la littérature, du théâtre, du film et de différentes expositions, fait partie depuis 1999 de l’Association Européenne des Festivals.

### Culture
La ville possède de nombreux musées : le musée diocésain, qui abrite le trésor de la cathédrale, le musée du verre, le musée des jouets, le musée « Castel Boiotro », le musée de l’histoire de la psychologie ainsi que le musée d’art moderne. Dans la cathédrale Saint-Étienne, de style baroque, on peut écouter des concerts d’orgue.
Passau a accueilli la première rencontre chorale internationale (avec ou sans orchestre) Europa Cantat en 1961.

### Architecture et tourisme
- La citadelle « Veste Oberhaus », ancien château-fort des princes-évêques de Passau, est un édifice datant de 1219. Son architecture est marquée par trois grandes époques artistiques : gothique, renaissance, baroque.
- La cathédrale Saint-Étienne de Passau qui possède le deuxième plus grand orgue religieux du monde[3] et abrite le musée diocésain avec le trésor de la cathédrale.
- La Résidence de Passau, de style baroque, composée de l'Ancienne et de la Nouvelle Résidence, ancienne demeure des princes-évêques, au pied de la cathédrale.
- L'église Saint-Michel (1677) est l'ancienne église du collège jésuite de Passau. Elle est aujourd'hui l'église du Gymnasium Leopoldinum.
- L'Église Saint-Paul de Passau.
- L'Église de pèlerinage de Mariahilf.
- Le musée du verre : quelque 20 000 pièces réunies par un collectionneur, Georg Höltl, y évoquent 250 ans d'histoire du verre depuis le XVIIIe siècle.
- Le musée « Castel Boiotro » : les vestiges du castel romain des IIIe et Ve siècles sont accessibles au public.
- Le musée d’art moderne.
- Le musée diocésain : musique et art religieux en un hôtel roccoco.
- L’hôtel de ville : sa façade date du XVe siècle tandis que la tour a été édifiée à la fin du XIXe siècle.

## Enseignement et recherche

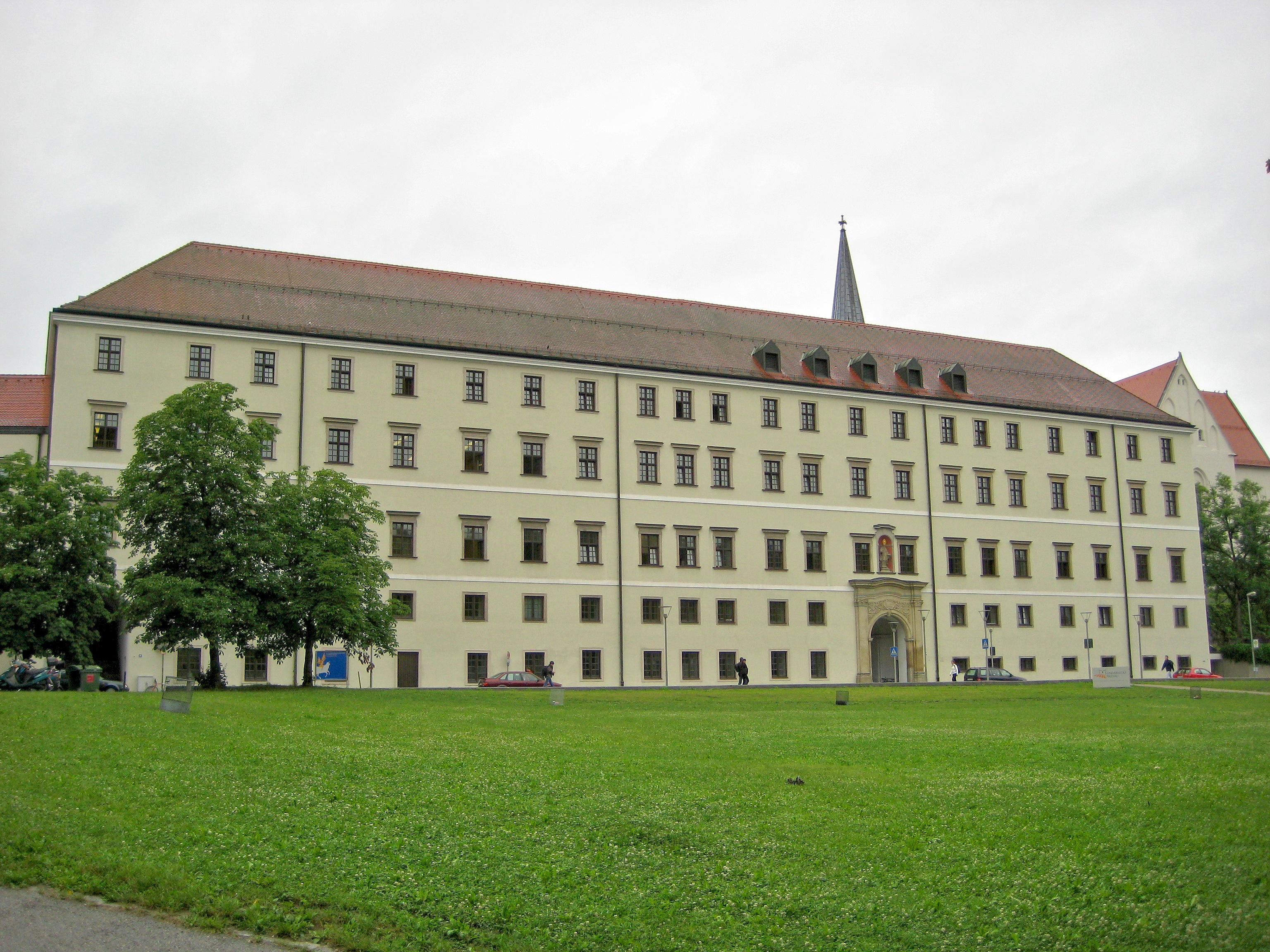
Vue frontale de l’université de Passau

L'université de Passau, fondée en 1978, est l'université la plus récente de Bavière. Le campus situé dans le centre-ville accueille plus de dix mille étudiants répartis dans cinq facultés d'enseignement principales : théologie catholique, droit, sciences économiques, informatique et mathématique, philosophie. L'université a également une activité de recherche dans ces domaines, assurée par ses enseignants-chercheurs permanents ou doctorants.
Cette université a des accords d'échanges d'étudiants dans le cadre du programme Erasmus avec plusieurs autres universités européennes de taille moyenne, notamment l'université du Maine en France basée au Mans, à Laval, l'université François-Rabelais de Tours, l'université de Cergy-Pontoise (Val d'Oise) ainsi que l'université de Rouen (Seine-Maritime). Il existe un partenariat double diplôme entre l'université de Passau et l'INSA Lyon pour les étudiants du département informatique de l'INSA Lyon. Un autre double diplôme de master existe entre l’université de Passau et l‘IAE de Metz pour les étudiants en gestion des affaires et marketing. Elle dispose également d'accords d'échanges avec Sciences Po Toulouse.

## Jumelages
La ville de Passau est jumelée avec :
Villes partenaires
- Hackensack (États-Unis) depuis 1952
- Cagnes-sur-Mer (France) depuis 1973
- Krems an der Donau (Autriche) depuis 1974
- Akita (Japon) depuis 1984
- Malaga (Espagne) depuis 1987
- České Budějovice (Tchéquie) depuis 1993
- Veszprém (Hongrie) depuis 2000
- Liuzhou (Chine) depuis 2001
- Montecchio Maggiore (Italie) depuis 2003

Ville amie
- Scurcola Marsicana (Italie) depuis 1991